# Kalač (Oblast' di Voronež)
Kalač (anche traslitterata come Kalach) è una cittadina della Russia europea sudoccidentale, situata nell'Oblast' di Voronež, 294 km a sudest del capoluogo fra i fiumi Tolučeevka e Podgornaja; è capoluogo del distretto omonimo.
Fondata nel 1716, ottenne lo status di città nel 1945.

## Società

### Evoluzione demografica
Fonte: mojgorod.ru
- 1897: 15.500
- 1959: 16.900
- 1989: 23.200
- 2006: 20.300